# Creu negra
Creu negra és un quadre d'estil suprematista del pintor rus nascut a Kíev Kazimir Malèvitx de 1915. Creu negra forma un tríptic amb Quadrat negre i Cercle negre, amdues composicions suprematistes de proporcions semblants, .
Existeix una segona versió del quadre que mesura 106 centímetres de costat i que va ser pintada l'any 1923. Es troba actualment al Museu Rus de Sant Petersburg.

## Descripció
Malèvitx va triar el format quadrat per aquest quadre. Sobre un fons blanc pergamí, una creu negra ocupa tot el llenç. Es tracta d'una creu grega, una de les formes més comunes de les creus cristianes, que s'utilitza des del segle iv. Aquestes creus es caracteritzen per tenir tots els braços d'igual longitud. En el cas del quadre, els braços estan orientats horitzontalment i vertical.

## Història

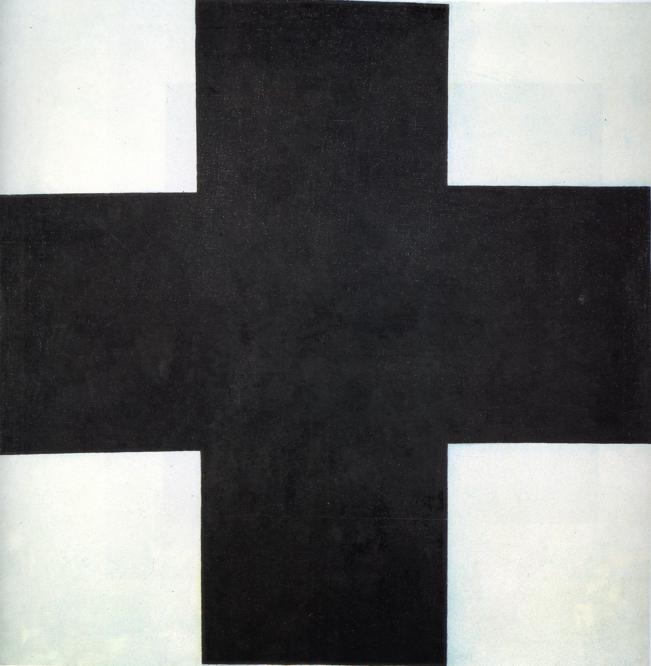
Creu negra de 1923.

Creu negra va ser pintat el 1915, tot i que l'artista, com en altres obres suprematistes, el va antedatar el 1913. El quadre va ser exhibit per primer cop a l'exposició « Última Exposició Futurista de Pintures 0.10 », juntament amb unes trenta-nou obres més del mateix autor. El 1923, per a l'edició XVI de la Biennal de Venècia que se celebraria el 1924, alumnes de Malèvitx van crear noves versions de Creu negra, Quadrat negre i Cercle negre, que ara formen part de la col·lecció del Museu Rus de Sant Petersburg.